# Liévin de Winne
Liévin de Winne (ur. 24 stycznia 1821 w Gandawie, zm. 13 maja 1880 w Ixelles) – belgijski malarz portrecista.

## Życiorys
Był uczniem Félixa De Vigne (1806–1862) i Hendrika Van der Haerta (1790–1846) w Akademii Sztuk Pięknych w Gandawie. Dzięki stypendium belgijskiego rządu w latach 1850–1860 przebywał w Paryżu, gdzie dzielił atelier z Jules'em Bretonem. Po powrocie do Belgii osiadł w Brukseli. Cieszył się uznaniem jako oficjalny portrecista członków belgijskiej rodziny królewskiej i arystokracji. Jeden z jego portretów króla Leopolda I Koburga został wykorzystany na pierwszym belgijskim znaczku pocztowym w 1849.

## Dzieła
- 1854: Ekstaza św. Franciszka
- 1858: Święte niewiasty przy grobie Chrystusa
- Portret Emile`a Breton, dowódca Mobile Suit w Pas-de-Calais (Palais des Beaux-Arts w Lille)
- Portret hrabiego i hrabiny Flandrii
- 1860: Portret Leopolda I (Królewskie Muzea Sztuk Pięknych w Brukseli)
- 1863: Portret P. Verhaegena
- 1864: Portret L. Roelandta
- 1878: Portret amerykańskiego dyplomaty J.S. Sanforda (prezentowany na Wystawie Powszechnej w Paryżu)

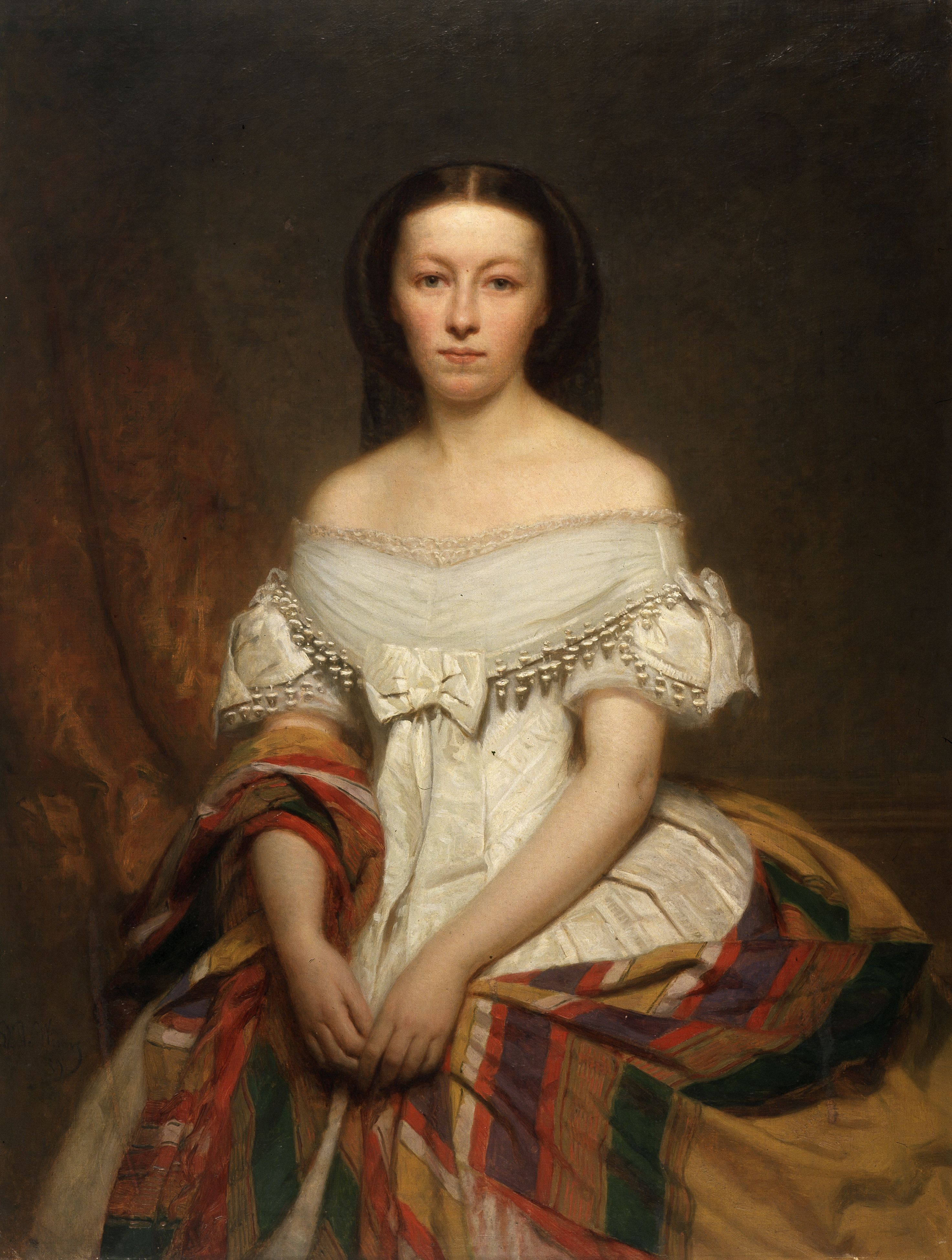
Mad. Adolphe Neyt (1859)
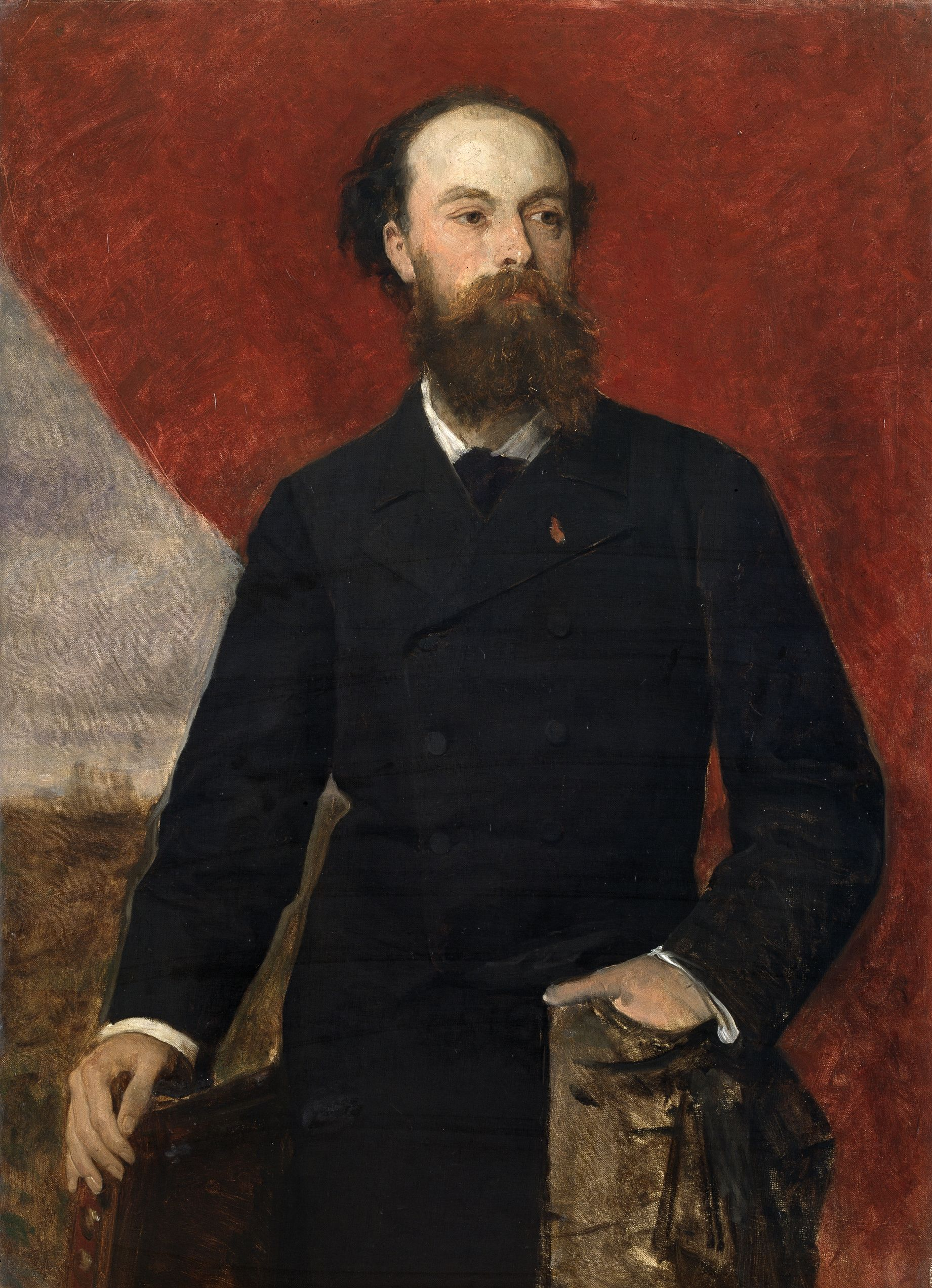
Paul de Vigne
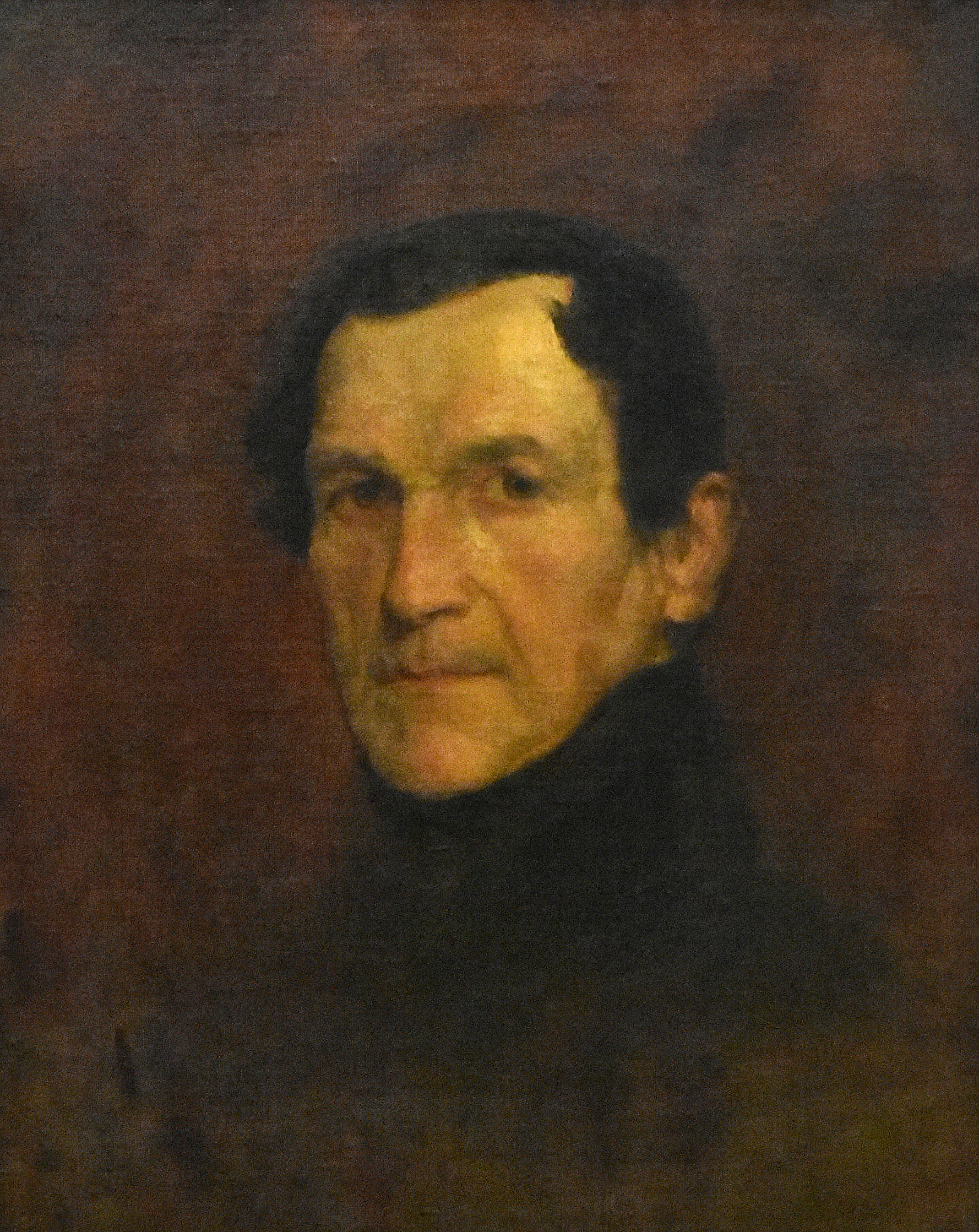
Portret króla Leopolda I (1860)
Louis Roelandt (1864)
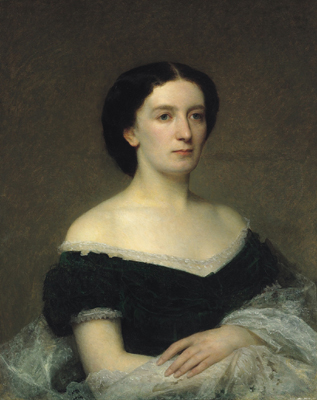
Portret damy